# Peter Raeburn
Peter Raeburn   (Johannesburg, segle XX) és un compositor i productor musical anglès d'origen sud-africà. És conegut pel seu treball amb el director Jonathan Glazer a les pel·lícules Sexy Beast, Birth i la nominada als BAFTA Under The Skin. També ha publicat quatre àlbums en solitari, You and Me, Scape, Note To Self i Recovery.

## Trajectòria
Com a compositor, Raeburn ha escrit la banda sonora per a llargmetratges com Secrets de confessió (1995), Breaking The Waves (1996) de Lars Von Trier, Blue Valentine (2010), protagonitzat per Ryan Gosling i Michelle Williams, Molly Moon i l'increïble llibre de l'hipnotisme (2015), The Dry (2021), protagonitzat per Eric Bana, i per a la pel·lícula de terror atmosfèric Descansa en pau (2024) de Thea Hvistendahl. També va compondre la música de la pel·lícula de Raoul Martinez i Joshua Van Praag, Creating Freedom: Lottery of Birth (2013), que va ser nominada al millor documental al Raindance Film Festival.
Raeburn és el fundador i director creatiu de l'empresa Soundtree Music. El seu treball inclou anuncis comercials per a Guinness, PlayStation 2, Royal Mail, IKEA, The New York Times, The Guardian, The Economist, Audi, Mercedes-Benz, Nike. Adidas, Asics, Vodafone, Bacardí, Google, Apple, Levi's, Honda, Samsung i Ford, entre d'altres.